# Buste (skulptur)
 For alternative betydninger, se Buste. (Se også artikler, som begynder med Buste)
Buste eller byste (fra fransk buste: 'brystparti, brystbillede, billedstøtte' og italiensk busto: 'brystbillede' og latin: bustum: 'gravmonument, skulptur som gravmindesmærke') er et plastisk brystbillede, der er fuldt udformet med hensyn til de rumlige dimensioner (der tales dog også til tider ved siden af fuldrunde buster om reliefbuster som i romersk skulptur). Buste fremstiller et menneskeligt hoved (portrætmæssigt eller idealt) med en del af brystet (deraf navnet buste); den kan være vandret afskåret gennem eller under brystet (altså også med bug og skuldre) eller formet, så blot halsen og en del af brystet er fremstillet plastisk; det hele støttet forneden til en basis, der som regel er rund, men som i øvrigt foreligger i allerede fra Romertiden rigt afvekslende former (som blomsterkalken: Klytia-Buste). 
Buste synes at have udviklet sig i den hellenistiske tid af herma og nåede under etrurisk påvirkning en høj blomstring i romersk kunst (Ny Carlsberg Glyptotek i København ejer en rig og fortrinlig samling af romerske portrætbuster). I Renæssancen genoptog man portræt-buster (Desiderio da Settignano, Mino da Fiesole, Benedétto da Maiano med flere) og fremstillede ofte overkroppen med ryg, skuldre og arme. Medens grækerne og romerne, overensstemmende med livets skik dengang, oftest havde fremstillet halsen og det stykke bryst, buste lod til syne, ubedækket, gengav man nu buste påklædt. Fra det 17. århundrede blev det atter for lange tider herskende skik at fremstille den portrætterede med blottet bryst og hals; i den senere tid hersker i så henseende vekslende praksis.
Thorvaldsens portrætbuster er beskrevet i tre bind.

## Galleri
- Mino da Fiesole: Portrætbuste af Niccolò Strozzi, 1454, i skulptursamlinegn i Bodemuseum (Berlin)
- Desiderio da Settignano, Kritus barnet (?), marmor ca. 1460, National Gallery of Art
- Benedetto da Maiano, Buste af Pietro Mellini